# Arijit Bagui
 Arijit Bagui  (sinh ngày 29 tháng 8 năm 1993) là một hậu vệ bóng đá người Ấn Độ hiện tại thi đấu cho Mohun Bagan A.C. ở I-League.